# Mispila flexuosa
Mispila flexuosa là một loài bọ cánh cứng trong họ Cerambycidae.